# Kim Chi (ca sĩ)
Kim Chi tên thật Nguyễn Thị Kim Chi, (sinh ngày 13 tháng 9 năm 2005) là một nữ ca sĩ thuộc dòng nhạc trữ tình.

## Tiểu sử
Kim Chi sinh ra trong một gia đình có bốn anh, chị em. Cha của Kim Chi làm nghề phụ hồ còn mẹ thì làm ruộng. Học giỏi và đam mê ca hát từ nhỏ, Kim Chi mong muốn có thể trở thành ca sĩ hoặc là chiến sĩ công an và ước muốn có thể vào học tại Trường Văn Hóa Nghệ thuật Quân Đội, Học viện Cảnh sát nhân dân.
Đến năm lớp 3, Kim Chi bắt đầu hình thành niềm yêu thích với dòng nhạc Bolero. Tuy nhiên, vì điều kiện gia đình khó khăn nên Kim Chi không được theo học tại các lớp luyện thanh mà phải tự mình tìm tòi, học hỏi trên mạng qua những ca khúc trữ tình, bolero, nhạc vàng, dân ca của các nghệ sĩ nổi tiếng.
Kim Chi từng học tập tại trường THCS Tảo Dương Văn và hiện đang là học sinh trường THPT Ứng Hòa A - Hà Nội.

## Sự nghiệp
Năm 2016, khi vừa tròn 11 tuổi, Kim Chi bắt đầu bước lên sân khấu và đã gặt hái được thành công khi trở thành Quán quân của chương trình truyền hình thực tế Người Hùng Tí Hon được phát trên sóng truyền hình HTV7.
Năm 2017, Kim Chi tham gia chương trình Thần tượng tương lai. Trong chương trình Kim Chi hóa thân thành ca sĩ Lệ Quyên với nhạc phẩm Mưa nửa đêm và nhận được lời khen từ ban giám khảo.
Sau đó, cũng trong năm 2017, Kim Chi giành giải nhì Ngôi sao dân ca, đồng thời là thí sinh nhỏ tuổi nhất tham gia Tuyệt đỉnh song ca - Cặp đôi vàng 2018 cùng các nghệ sĩ tên tuổi.
Kim Chi có sở trường đặc biệt là có thể hát bằng cả 2 giọng Nam và giọng Huế. Sau các cuộc thi để thể hiện tài năng của mình, Kim Chi còn cho ra mắt các tác phẩm âm nhạc mới được nhiều người theo dõi.

## Các ca khúc nổi bật
- Hạ buồn
- Đừng gọi anh bằng chú
- Tạm biệt Huế
- Người yêu năm cũ
- Người giàu cũng khóc
- Nhớ em lý bông mai
- Tìm lại người xưa
- Trả tôi về
- Lối về đất mẹ
- Mưa chiều miền trung

## Giải thưởng
- Quán quân Người hùng tí hon 2016
- Thần đồng bolero Thần tượng tương lai 2017
- Giải nhì Ngôi sao dân ca 2017